# Новый Буляк
Новый Буляк (баш. Яңы Бүләк) — деревня в Благоварском районе Республики Башкортостан Российской Федерации. Входит в состав Балышлинского сельсовета.

## География

### Географическое положение
Расстояние до:
- районного центра (Языково): 25 км.

## Население
| 2002 | 2009 | 2010 |
| ---- | ---- | ---- |
| 131  | ↘120 | ↘100 |

Согласно переписи 2002 года, преобладающая национальность — татары (88 %).